# Gare de La Chapelle-Gauthier
La gare de La Chapelle-Gauthier est une gare ferroviaire, fermée, de la ligne de La Trinité-de-Réville à Lisieux, située sur le territoire de la commune de La Chapelle-Gauthier, dans le département de l'Eure en région Normandie.

## Situation ferroviaire
Établie à 195 mètres d'altitude, la gare de La Chapelle-Gauthier était située au point kilométrique (PK) 6,0 de la ligne de La Trinité-de-Réville à Lisieux, entre la gare de La Trinité-de-Réville et la halte de La Folletière.
Elle disposait de deux voies.

## Histoire
La ligne de chemin de fer d'Orbec à La Trinité-de-Réville a été déclarée d'intérêt public le 16 décembre 1875, en prolongement de celle reliant Orbec à Lisieux, et a été mise en service le 18 septembre 1882. La gare de La Chapelle-Gauthier fut fermée au trafic voyageurs le 19 janvier 1934, avec la totalité de la ligne de La Trinité-de-Réville à Lisieux, mais resta ouverte au trafic marchandises jusqu'au 30 septembre 1956. La section de La Trinité-de-Réville à La Chapelle-Gauthier est déclassée en 1954, et de La Chapelle-Gauthier à Orbec en 1960.

## Patrimoine ferroviaire
Le bâtiment voyageurs d'origine est toujours présent, réaffecté, il est devenu une habitation privée.